# Vicariato apostólico de Vientián
El vicariato apostólico de Vientián (en latín: Vicariatus Apostolicus Vientianen(sis) y en lao: ອັກຄະສາວົກແທນຂອງນະຄອນຫຼວງວຽງ) es una circunscripción eclesiástica latina de la Iglesia católica en Laos, inmediatamente sujeta a la Santa Sede. El vicariato apostólico tiene al obispo cardenal Louis-Marie Ling Mangkhanekhoun como su ordinario desde el 16 de diciembre de 2017. 

## Territorio y organización
El vicariato apostólico tiene 38 089 km² y extiende su jurisdicción sobre los fieles católicos de rito latino residentes en la prefectura de Vientián y en las provincias de Houaphan, Xiangkhoang, Vientián y la mayor parte de la provincia de Bolikhamxai. 
La sede del vicariato apostólico se encuentra en la ciudad de Vientián, en donde se halla la Catedral del Sagrado Corazón.
En 2020 en el vicariato apostólico existían 47 parroquias. La mayoría de las parroquias de Laos están organizadas en comunidades de base, con una gran participación de los laicos, principalmente de etnia vietnamita.
Desde 1979 la Iglesia católica está oficialmente reconocida por el Frente Lao de Construcción Nacional, que tiene a cargo el reconocimiento de las minorías religiosas. A pesar del artículo 9 de la Constitución de Laos, que declara la libertad de actividad de las comunidades religiosas en el país, el gobierno de Laos obstaculiza las actividades de la Iglesia católica en el norte del país.

## Historia
Un primer intento de evangelización tuvo lugar cuando el jesuita italiano Leria permaneció en Vientián desde 1642 hasta 1647. La Sociedad de las Misiones Extranjeras de París también envió misioneros a Laos desde Siam, pero la misión fracasó completamente. Recién a mediados del siglo XIX con el auge de las misiones se volvió a plantear la evangelización de Laos, con el auge de las de Cochinchina o Tonkín. En 1881 dos misioneros franceses de las Misiones Extranjeras de París, Constant Prodhomme (1849-1920) y François Guégo (1855-1918) fueron enviados desde Bangkok para establecer misiones en el noreste de la actual Tailandia, Isan, donde la población es de etnia laosiana. Posteriormente, otros misioneros crearon puestos en la margen izquierda del río Mekong, primero, en 1886, en la isla de Don Dône, cerca de Thakhek, y luego en Keng Sadok, cerca de Paksane, en 1886.
La prefectura apostólica de Vientián y Luang Prabang fue erigida el 14 de junio de 1938 con la bula Ad regnum Dei del papa Pío XI, obteniendo el territorio del vicariato apostólico de Laos (hoy arquidiócesis de Thare y Nonseng en Tailandia).
Durante la Segunda Guerra Mundial los ocupantes japoneses de la Indochina francesa desde el 9 de marzo de 1945 internaron en centros de detención a todos los misioneros católicos. Después de la capitulación japonesa, la llegada del Viet Minh y luego del Pathet Lao dificultó aún más el trabajo de los misioneros, y fue necesario esperar el lento ascenso del ejército francés a lo largo del río Mekong para restaurar las misiones. 
El 13 de marzo de 1952, como consecuencia de la bula Est in Sanctae Sedis del papa Pío XII la prefectura apostólica fue elevada a vicariato apostólico y tomó su nombre actual. El 22 de octubre de 1953 Francia reconoció la independencia de Laos.
El 1 de marzo de 1963 cedió una parte de su territorio para la erección del vicariato apostólico de Luang Prabang mediante la bula Ex quo Christus del papa Juan XXIII.
Cuando el régimen comunista del Pathet Lao tomó completamente el poder en Laos el 2 de diciembre de 1975 tras la guerra civil de Laos, la Iglesia católica fue severamente reprimida y los últimos misioneros católicos extranjeros abandonaron el país en 1976. Muchos refugiados católicos laosianos se asentaron en Estados Unidos, Australia y Francia.
El culto católico se permitió gradualmente en la década de 1990 y desde comienzos del siglo XXI la situación parece estar mejorando. El 11 de diciembre de 2016, algunos mártires laosianos que trabajaban en el vicariato fueron beatificados en Vientián por el cardenal filipino Orlando Quevedo.

## Estadísticas
De acuerdo al Anuario Pontificio 2021 el vicariato apostólico tenía a fines de 2020 un total de 16 650 fieles bautizados.
| Año                                                                             | Población            | Población | Población      | Sacerdotes | Sacerdotes    | Sacerdotes    | Bautizados por sacerdote | Diáconos permanentes | Religiosos | Religiosos | Parroquias |
| Año                                                                             | Bautizados católicos | Total     | % de católicos | Total      | Clero secular | Clero regular | Bautizados por sacerdote | Diáconos permanentes | Varones    | Mujeres    | Parroquias |
| ------------------------------------------------------------------------------- | -------------------- | --------- | -------------- | ---------- | ------------- | ------------- | ------------------------ | -------------------- | ---------- | ---------- | ---------- |
| 1950                                                                            | 3000                 | 600 000   | 0.5            | 21         | 3             | 18            | 142                      |                      |            | 4          | 7          |
| 1970                                                                            | 14 112               | 435 000   | 3.2            | 53         | 4             | 49            | 266                      |                      | 54         | 45         |            |
| 1975                                                                            | 18 000               | 775 000   | 2.3            | 12         | 3             | 9             | 1500                     |                      | 11         | 32         |            |
| 1994                                                                            | 12 000               | 1 217 000 | 1.0            | 4          | 4             |               | 3000                     |                      |            | 29         | 8          |
| 2000                                                                            | 11 471               | 2 680 000 | 0.4            | 4          | 3             | 1             | 2867                     |                      | 4          | 91         |            |
| 2001                                                                            | 11 471               | 1 235 000 | 0.9            | 4          | 3             | 1             | 2867                     |                      | 1          | 91         | 4          |
| 2002                                                                            | 11 120               | 1 478 000 | 0.8            | 3          | 3             |               | 3706                     |                      | 2          | 18         | 17         |
| 2005                                                                            | 11 120               | 1 478 000 | 0.8            | 3          | 3             |               | 3706                     |                      | 2          | 18         | 17         |
| 2014                                                                            | 14 947               | 2 216 558 | 0.7            | 5          | 1             | 4             | 2989                     |                      | 4          | 20         | 23         |
| 2017                                                                            | 15 750               | 2 417 000 | 0.7            | 11         | 1             | 10            | 1431                     |                      | 10         | 19         | 23         |
| 2020                                                                            | 16 650               | 2 508 000 | 0.7            | 6          | 3             | 3             | 2775                     |                      | 4          | 13         | 47         |
| Fuente: Catholic-Hierarchy, que a su vez toma los datos del Anuario Pontificio. |                      |           |                |            |               |               |                          |                      |            |            |            |

## Episcopologio
- Jean-Henri Mazoyer, O.M.I. † (17 de junio de 1938-1952 falleció)
- Etienne-Auguste-Germain Loosdregt, O.M.I. † (13 de marzo de 1952-22 de mayo de 1975 renunció)
- Thomas Nantha † (22 de mayo de 1975-7 de abril de 1984 falleció)
- Jean Khamsé Vithavong, O.M.I. (7 de abril de 1984 por sucesión-2 de febrero de 2017 renunció)
- Louis-Marie Ling Mangkhanekhoun, desde el 16 de diciembre de 2017[10]